# Strada statale 144 di Oropa

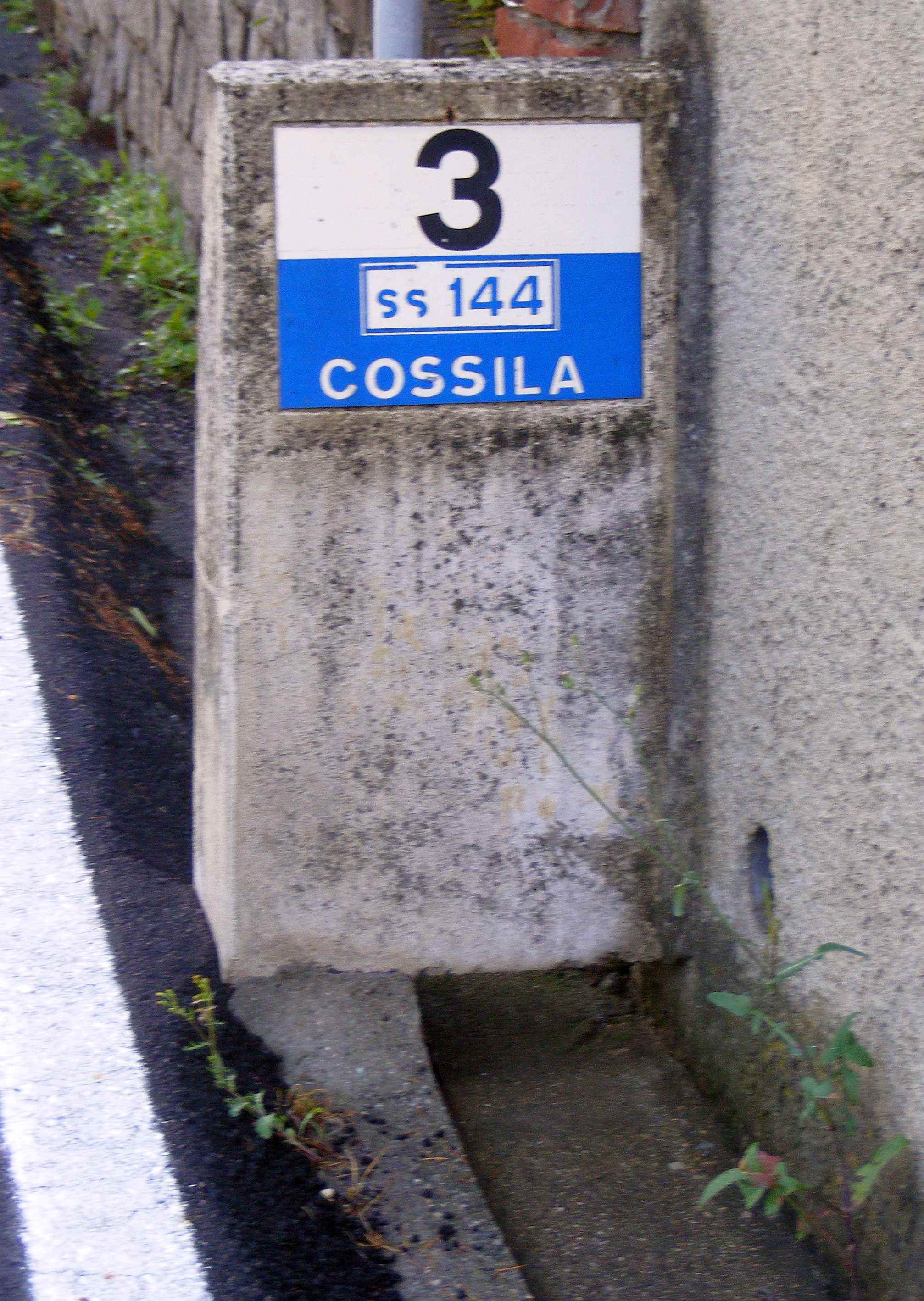
Pietra miliare a Cossila

La ex strada statale 144 di Oropa (SS 144), ora strada provinciale 144 di Oropa (SP 144), è una strada provinciale italiana.

## Storia
La strada statale 144 venne istituita nel 1951 con il seguente percorso: "Biella - Santuario di Oropa".

## Percorso
Inizia a Biella, percorre una parte dell'abitato, e inizia la risalita su un tratto tortuoso; il dislivello è notevole, circa 760 m, che però si percorrono in 8 km. Alla fine dell'itinerario si giunge al santuario di Oropa. La struttura serve principalmente per i pellegrinaggi al suddetto santuario ed è spesso molto trafficata.
In seguito al decreto legislativo n. 112 del 1998, dal 2001, la gestione è passata dall'ANAS alla Regione Piemonte, che ha provveduto all'immediato trasferimento dell'infrastruttura al demanio della Provincia di Biella. La nuova denominazione è divenuta quindi strada provinciale 144 di Oropa (SP 144).